# Haloguignardia tumefaciens
Haloguignardia tumefaciens är en svampart som först beskrevs av Cribb & J.W. Cribb, och fick sitt nu gällande namn av Cribb & J.W. Cribb 1956. Haloguignardia tumefaciens ingår i släktet Haloguignardia, ordningen Lulworthiales, klassen Sordariomycetes, divisionen sporsäcksvampar och riket svampar.   Inga underarter finns listade i Catalogue of Life.